# 爱罗婆多
爱罗婆多（羅馬化：Airavata）或藹羅筏孥是因陀羅的坐骑白象。它也被称为云象（abhra-Matanga）、 战象（Naga-malla）、太阳兄弟（Arka-sodara）。  云母（Abhramu）是爱罗婆多的妻子。爱罗婆多有四个象牙和七个象鼻，是一尘不染的白色。 爱罗婆多是伊拉瓦蒂（迦叶波与迦德卢之女，那伽姐妹）的第三子。在《摩诃婆罗多》中为一条巨蛇。佛经中也译为伊羅缽多羅、伊羅跋象王、伊羅缽龍王、龍象王，又名堙羅那（Erawan）。

## 印度教

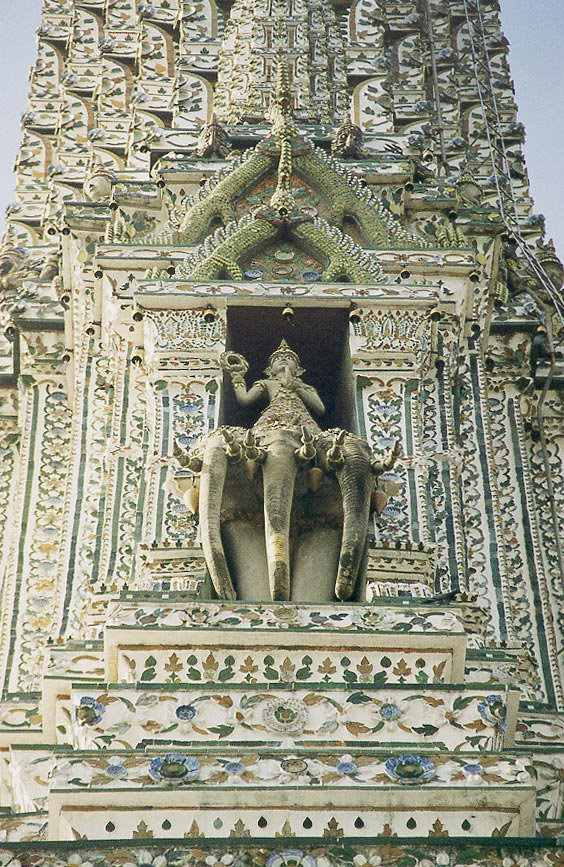
泰国曼谷的黎明寺中央塔楼，展示了因陀罗骑着他的三头象堙羅那。

根据罗摩衍那，大象的母亲是伊拉瓦蒂。根据《大象理拉》，梵天对着孵化迦楼罗的半个蛋壳唱神圣赞美诗时，爱罗婆多诞生了，随后是七只雄象和八只雌象。 钵哩提使爱罗婆多成为所有大象之王。他的别名为“织云者”，因为神话中这些大象能创造云。在因陀罗神话中加深了大象与雨水的联系，因陀罗曾骑着大象击败了弗栗多。
根据另一个传说，爱罗婆多被认为是搅乳海时诞生的。爱罗婆多守卫在因陀罗的天宫入口处。此外，八位方位守護者各骑乘一头大象，参与其各自领域的守护。其中最主要的是因陀罗的爱罗婆多。《博伽梵歌》中有提到爱罗婆多：
Of horses, know Me to be the nectar-born Uchchaihshravas; of lordly elephants, Airavata and of men, the monarch.
在坦贾武尔附近的达拉苏拉姆有一座寺庙，据说爱罗婆多崇拜林伽。林伽以其的名字命名为Airavateshwara。这座寺庙由罗茶罗乍二世建造，拥有稀有的雕塑和建筑工艺。

## 耆那教
在耆那教中，当蒂爾丹嘉拉出生时，因陀罗和他的配偶舍脂骑着他们的坐骑大象爱罗婆多来庆贺这一事件。

## 旗帜
寮国

法属老挝国旗 (1893–1952)
寮國國旗(1952–1975)
老挝王室旗（1952-1975）

暹罗（泰国）

“Thong Airaphot” 国王缺位旗 (1855–1891 & 1897–1910)
“Thong Chuthathipathai” 国王缺位旗 (1891–1897)
曼谷市旗幟

## 堙羅那

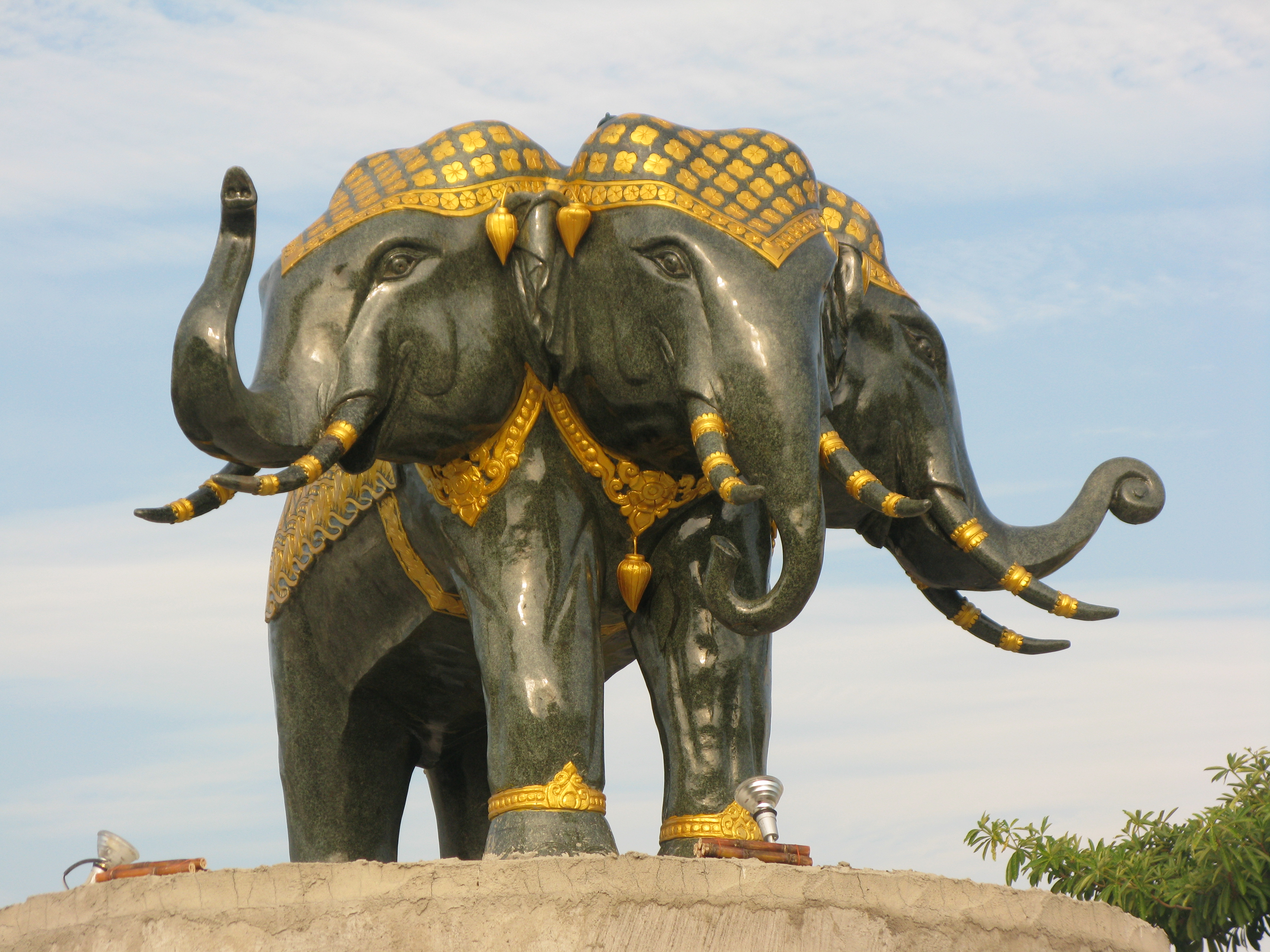
泰国清迈的堙羅那雕像。

堙羅那或伊拉旺(羅馬化：Erawan，来自巴利语：Erāvana或梵文：Airāvana )是爱罗婆多的泰国名字之一，通常展现为一头巨大的大象，有三个或三十三个头，以及两个以上的象牙。一些雕像描绘三十三天帝释天骑着堙羅那。
大象作为曼谷的象征在新拉達那哥欣王國时代的首都拉达那哥欣岛上与因陀罗联系起来。有时与古老的澜沧王国和寮王國联系在一起，更普遍地被称为“三头象”，曾被用在皇家旗帜上。

## 大众文化
爱罗婆多是女神轉生系列电子游戏系列中的一个可招募角色。
爱罗婆多是卡纳塔克邦公路运输公司提供的沃尔沃巴士服务的名称。